# Saint-Porquier
Saint-Porquier är en kommun i departementet Tarn-et-Garonne i regionen Occitanien i södra Frankrike. Kommunen ligger i kantonen Montech som tillhör arrondissementet Montauban. År 2022 hade Saint-Porquier 1 340 invånare.

## Befolkningsutveckling
Antalet invånare i kommunen Saint-Porquier
| Referens: INSEE |